# El Veïnat de Dalt
El Veïnat de Dalt – miejscowość w Hiszpanii, w Katalonii, w prowincji Girona, w comarce Alt Empordà, w gminie Vilajuïga.
Według danych INE z 2005 roku miejscowość zamieszkiwało 380 osób.